# Abbaye Saint-Pierre de Larreule
Ne doit pas être confondu avec Abbaye Saint-Orens de Larreule.
Pour les articles homonymes, voir Larreule.
L’abbaye de Larreule dans les Pyrénées-Atlantiques était une abbaye bénédictine fondée par le duc de Gascogne Guillaume Sanche à la fin du Xe siècle. Elle connut son apogée entre le XIe siècle et le XIVe siècle et fut l'une des trois abbayes les plus importantes du Béarn. En déclin dès la fin du XIVe siècle, elle fut ravagée en 1569 durant les guerres de Religion, définitivement fermée en 1773 et ses bâtiments conventuels disparurent durant la Révolution.

## Historique

### Contexte
La fin du Xe siècle voit la multiplication des fondations monastiques en Gascogne, liée à l'impulsion donnée par la fondation de Cluny et l'expansion des bénédictins. Le duc de Gascogne Guillaume Sanche (vers 950 - 996) donne une impulsion à ce mouvement et au renouveau de la Gascogne en établissant différentes abbayes en des points stratégiques de son duché, comme Saint-Vincent de Lucq en 980, Sainte-Marie de Lescar, Saint-Jean-Baptiste de Sorde en 981, Saint-Sever en 988.

### Origine, fondation
À la différence de ces autres établissements, les origines de Larreule restent mal connues, notamment du fait de la disparition de ses archives et cartulaires. L’abbaye fut fondée sous le nom de « Sanctus Petrus de Regula » entre 993 et 996 selon J.-B. Laborde, au lieu-dit « Barbapodium ». Elle était une étape sur la via Lemovicensis vers Saint-Jacques-de-Compostelle. L'acte de fondation fut signé par le duc de Gascogne Guillaume Sanche (961-997), le vicomte de Béarn (probablement Centulle III (mort en 1004), Arcius Raca, évêque de Lescar et Loup Garcie, vicomte de Louvigny.
Le premier abbé se nommait Centulle et la construction de l'abbaye aurait duré une vingtaine d'années. Les premières mentions de moines y vivant datent de 1115. L'abbaye bénéficia à ses débuts des bienfaits des ducs de Gascogne, des vicomtes de Béarn et de ceux de Maremne. L'un d'eux y devint moine après la mort de son épouse, au début du XIe siècle, et se consacra à la construction de l'abbatiale, tandis qu'un de ses fils offrit à l'abbé Sanche un domaine situé à Mazerolles.

### Apogée
L'abbaye constitua peu à peu un important domaine en recevant les terres de Larreule, Uzan, Mazerolles et Momas. Malgré la diminution du soutien des seigneurs gascons après la mort du duc de Gascogne Sanche Guillaume en 1032, l'abbaye possédait déjà un vaste territoire allant de la vallée de Luy jusqu'à Sault-de-Navailles, comprenant de nombreux villages alentour, y compris Momas, Bouillon ou Riumayou. Les moines mirent en valeur leurs terres par de nombreux défrichements et fondèrent les bastides de Larreule, Uzan et Mazerolles. 
Durant des siècles, l'abbaye fut l'une des trois plus importantes en Béarn avec celle de Lucq-de-Béarn et de Sauvelade. Leurs abbés combattirent en Espagne aux côtés des vicomtes de Béarn, tiennent aussi un rôle important dans les affaires du diocèse de Lescar dont ils dépendaient, et siègent aux États de Béarn.
Au XIVe siècle l’abbaye contrôle les bastides d’Uzan, de Mazerolles et de Larreule, et reçoit leur dîme, mais elle perçoit aussi les dîmes de Bouillon, de Geus, d’Arget, de Burgaux, de Piets, de Moustrou et de Mascouette.

### Début du déclin
Mais le déclin commence dès la fin du XIVe siècle. L'abbaye connait des problèmes financiers et en 1391, l’abbé de Larreule va donner en gage les revenus de l’abbaye afin de payer les réparations de l’église et des bâtiments conventuels. C’est la dîme de Cescau dans sa totalité qui dut être engagée afin de rembourser les travaux. Le déclin s’accentue encore plus nettement au XVe siècle.

### Les guerres de Religion
Les guerres de Religion vont porter un coup terrible au monastère. En 1569, Jeanne d'Albret envoie une armée protestante menée par Gabriel Ier de Montgomery reconquérir le Béarn occupé par une armée royale catholique. Comme de très nombreux autres édifices religieux du Béarn, l'abbaye de Larreule est saccagée et ruinée. La nef et l'absidiole Sud de l'église, ainsi que le cloître roman, sont complètement détruits. Le 2 octobre 1569, une ordonnance prononce la saisie de tous les biens d’Église.

### Le rétablissement de l'abbaye
Le monastère rouvre après le rétablissement du culte catholique en Béarn en 1620, mais elle ne retrouva jamais sa prospérité d'antan et ses moyens limités ne permirent qu'une restauration très partielle des bâtiments. Durant la deuxième moitié XVIe siècle, une sacristie fut construite à l'emplacement de l'absidiole Sud détruite. À la fin du XVIe siècle, comme la nef romane n'était pas reconstruite, le mur ouest de l'église fut construit pour la clôturer, le transept de l'ancienne église romane servant désormais de nef.

### La fin de l'abbaye
L'abbaye périclita peu à peu et fut supprimée en 1773. Ses archives furent transférées à l'évêché de Lescar où elles furent détruites durant la Révolution. Ses biens passèrent au séminaire de Pau. L'abbatiale devint l'église paroissiale du village. Sous la Révolution, les bâtiments conventuels furent détruits, tandis que l'actuel clocher de l'église fut édifié durant le quatrième quart du XIXe siècle.

## Description
Autrefois l’une des trois grandes abbayes du Béarn, il n’en reste aujourd'hui plus que quelques vestiges du fait des graves dommages que l’abbaye eut à subir au cours de son histoire :
- en 1569, durant les guerres de Religion, le monastère est saccagé et ruiné par les troupes protestantes de Montgomery envoyées par Jeanne d'Albret. La nef et l'absidiole sud de l'église, ainsi que le cloître roman et peut-être les bâtiments conventuels d'origine sont détruits ;
- en 1790 et 1791, les bâtiments conventuels sont démolis et les matériaux vendus.

Il ne reste donc plus de l'abbaye qu'une partie de l'abbatiale de style roman édifiée au XIIe siècle et adaptée au XVIe siècle après les importantes destructions causées par les troupes protestantes. Trois chapiteaux romans y sont encore visibles, ainsi que plusieurs statues classées des XVIIe et XVIIIe siècles.
La nef n'ayant jamais été reconstruite, l'ancien transept roman sert de nef à partir du XVIIe siècle, époque à laquelle le mur ouest est construit pour fermer l'église. On y voit un portail du XIIe siècle remanié en avant-corps, qui était probablement un portail latéral. Une porte romane est visible, qui pourrait correspondre à une sortie vers le cloître. Le clocher fut élevé dans le dernier quart du XIXe siècle, alors que l'édifice était devenu l'église paroissiale du village. En contrebas de l'abbaye se trouve une fontaine dédiée d'après l'abbé Bonnecaze à saint Loup (guérison des ulcères, tumeurs et goitres) en contrebas de l'église.

## Liste des abbés  et curés de la paroisse
24 abbés sont cités dans le Gallia Christiana :
1. Centulle
2. Rabinus, sous lequel fut dédicacée l'abbatiale.
3. Sanche, auquel le duc de Gascogne donna le lieu de Pardines avec la villa (domo) de Momas
4. Richard
5. Elias, contemporain de Guy de Lons
6. Odo
7. Pierre Dalmas, vers 1162
8. Bernard Ier, vers 1233
9. Arnaldus Bruni
10. Jean Ier, en 1308
11. Bernard II, élu abbé en 1329
12. Bertrandus, en 1368
13. Guilhem (ancien prieur de l'abbaye de Lucq-de-Béarn, mort en 1372
14. Raimond, en 1372
15. Arnaldus-Buillelmi, en 1436
16. Jean II de Salette, en 1482
17. Jacques de Foix, évêque de Lescar, qui baptisa Henri IV, vers 1538
18. Jean III de Caseneuve, en 1552
19. Jean IV de Sales, en 1614
20. Apollo d'Albret, en 1622 et 1625
21. N. Courtin, en 1634
22. N. Lamouroux, en 1650
23. Gaspard de Priêle ou de la Roque Priélé, également évêque de Bayonne, mort en juillet 1688
24. Henri-Xavier de Béthune, évêque de Marseille (?), nommé abbé le 14 août 1688.